# 石碌含笑
石碌含笑（学名：Michelia shiluensis）为木兰科含笑属下的一个种。